# Désirée von Delft

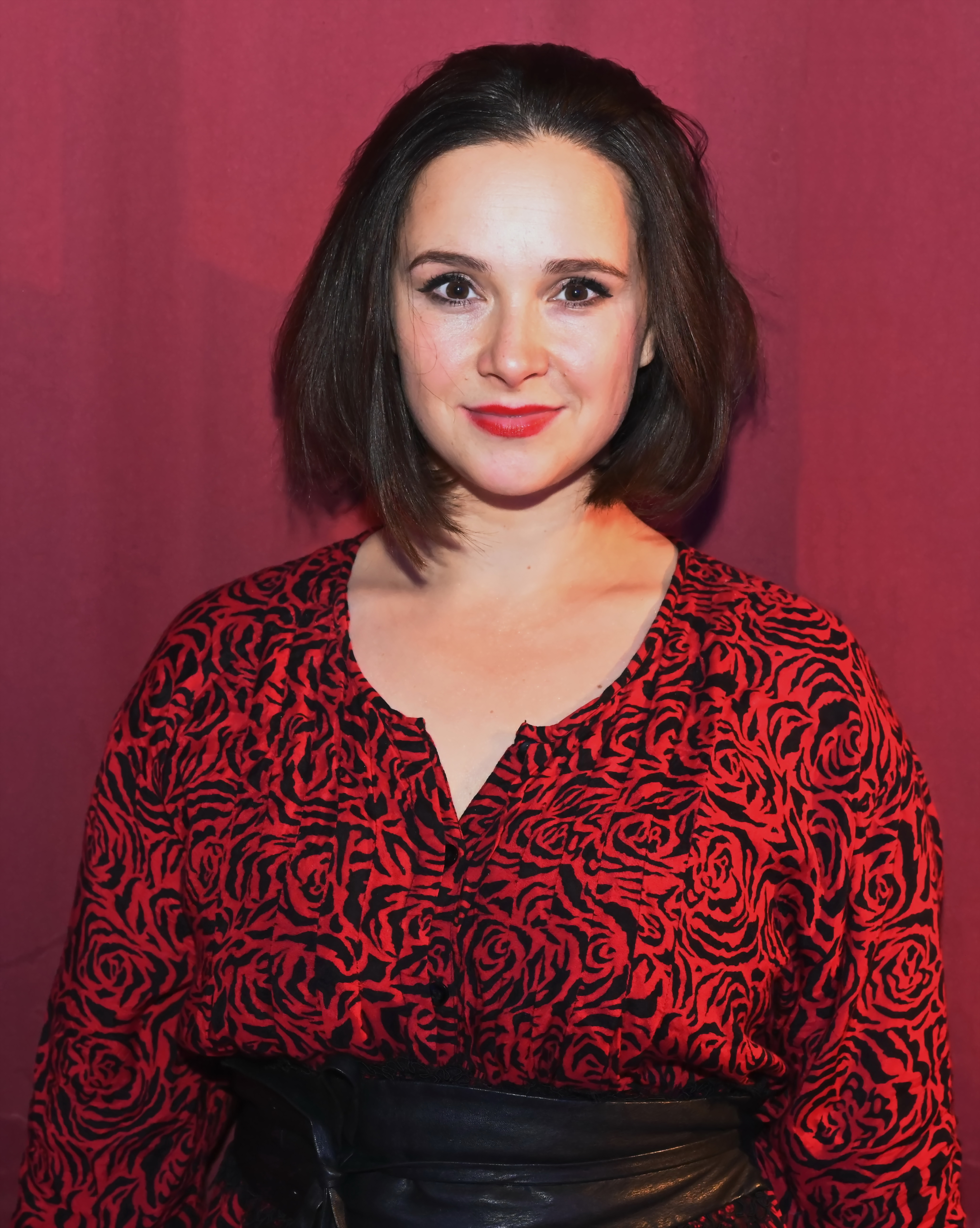
Désirée von Delft (2021)

Désirée von Delft (* 27. Februar 1985 in West-Berlin) ist eine deutsche Schauspielerin.

## Leben
Désirée von Delft beendete 2010 ihr Schauspielstudium an der Transform Schauspielschule in Berlin mit Auszeichnung.
Sie bekleidete 2013 eine Nebenrolle im Fernsehfilm Nur mit euch! und mimte 2014 im Spielfilm Bibi & Tina: Voll verhext! die Gräfin Viktoria. Von Folge 2816 (Erstausstrahlung: 23. November 2017) bis Folge 3229 (Erstausstrahlung: 17. September 2019) war sie in der ARD–Telenovela Sturm der Liebe als Romy Lindbergh, geborene Ehrlinger zu sehen. Sie spielt außerdem Theater.
Sie ist seit Sommer 2018 verheiratet, hat eine Tochter und einen Sohn und wohnt mit ihrer Familie in Berlin.

## Theater

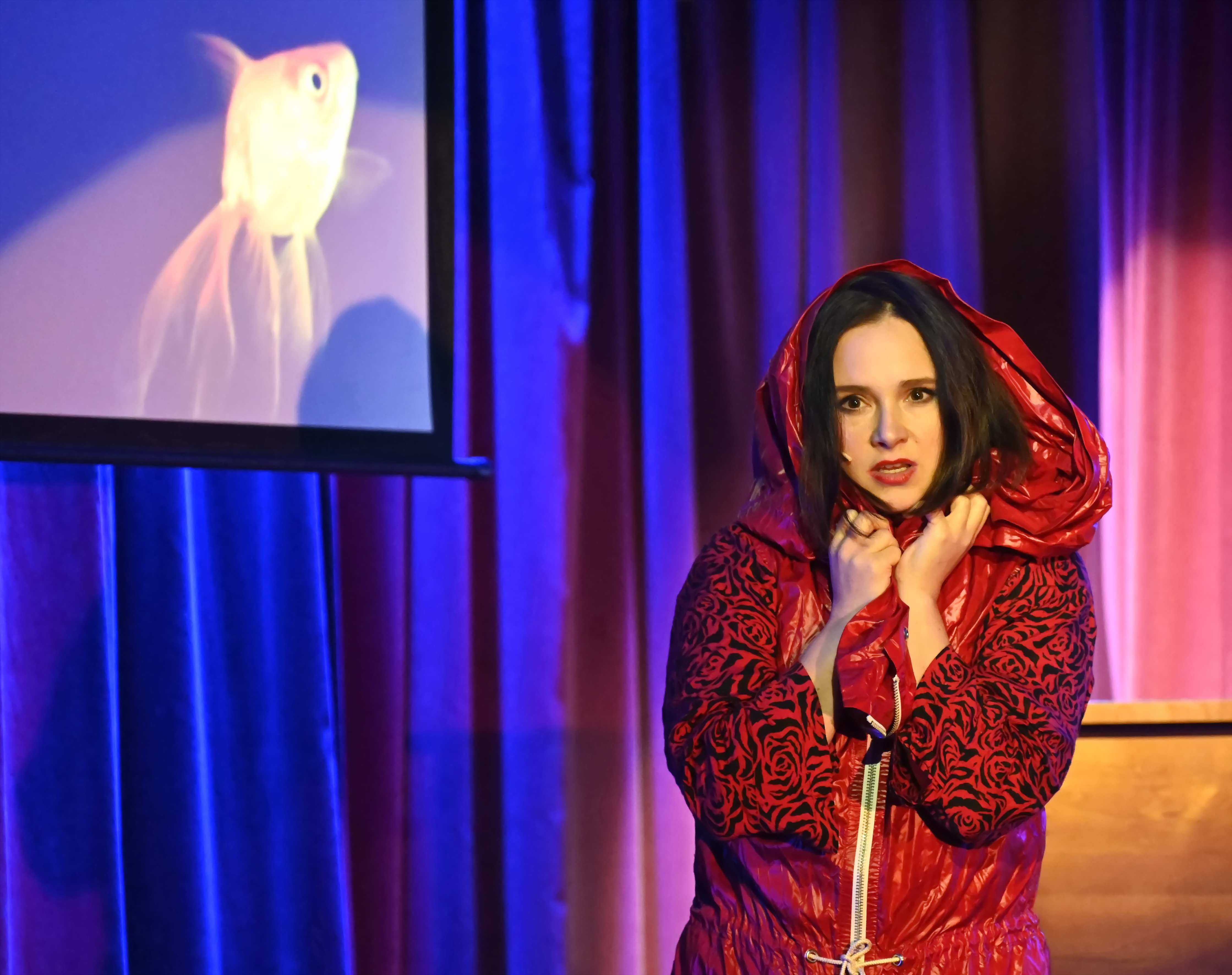
Désirée von Delft in Kasimir und Kaukasus

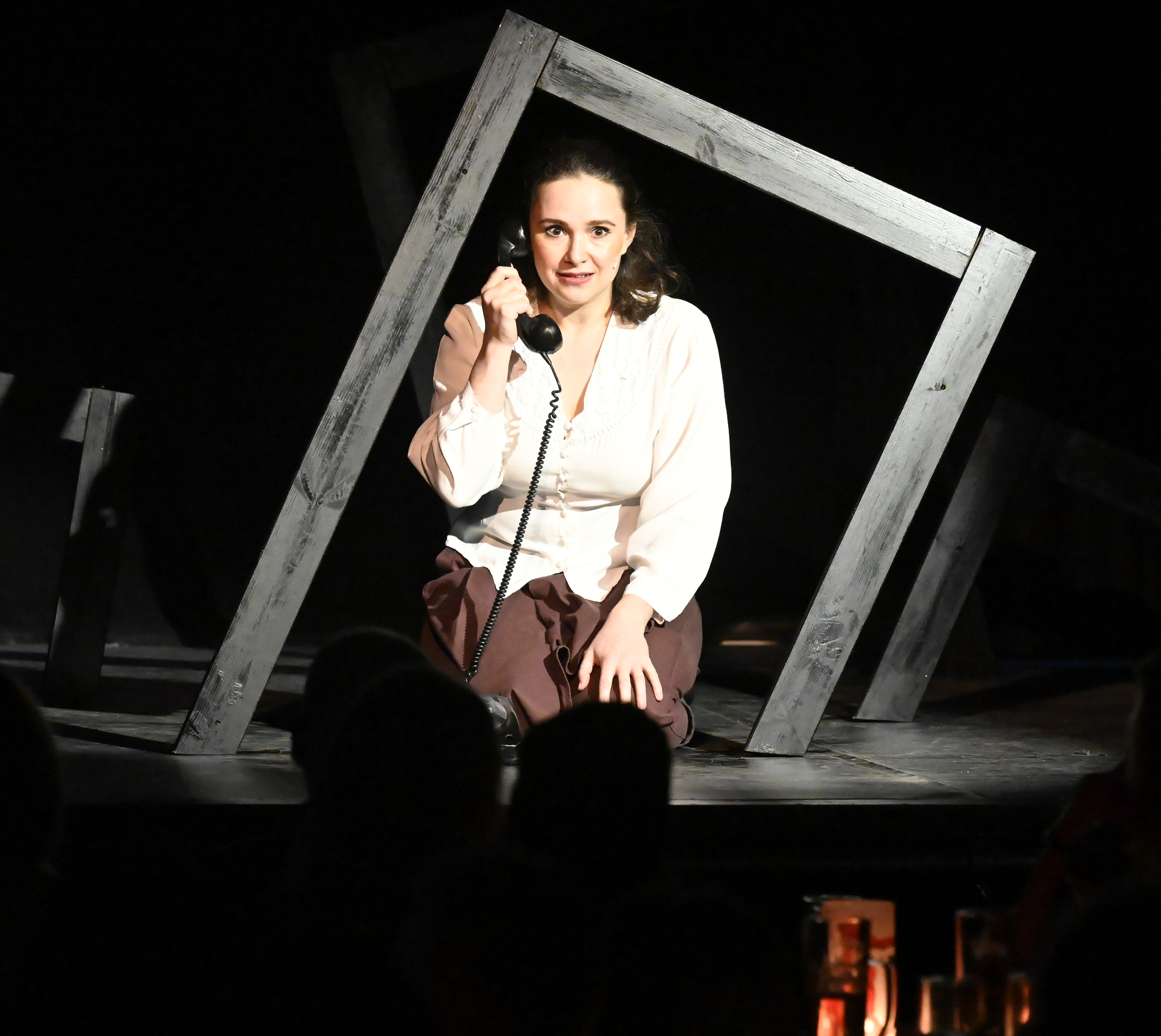
Désirée von Delft in "Heute Abend Lola Blau"

- 2011: Das weiße Rössl als Klärchen, Landesgartenschau Norderstedt
- 2011–2015: Festes Ensemblemitglied, Kinder- und Jugendtheater, Dortmund
- 2012–2014: Miriam, ganz in Schwarz, Theater Dortmund
- 2014: Heute Abend Lola Blau, Dortmunder U
- 2014–2015: Der Kontrabaß, Schauspielhaus Düsseldorf
- 2020–2022: Kasimir und Kaukasus!, Theater Drehleier, München
- 2023: Heute Abend Lola Blau, Theater Drehleier, München
- 2023: Zur Hölle mit den anderen, Theater Drehleier, München

## Filmografie (Auswahl)
- 2013: Nur mit euch! (Fernsehfilm)
- 2014: Bibi & Tina: Voll verhext!
- 2017: Final Cut (Teaser der Fernsehsendung)
- 2017–2020: Sturm der Liebe (Fernsehserie, 421 Folgen, Telenovela)
- 2018: Die Montagsmaler (Malrateshow)